# Pangi
Pour l'arbre asiatique, voir Pangium edule.
Pangi est une localité, chef-lieu du territoire éponyme de la province du Maniema en république démocratique du Congo.

## Géographie
Elle est située la route nationale RN31 à 110 km à l'ouest du chef-lieu provincial Kindu.

## Administration
Chef-lieu territorial de 1 744 électeurs enrôlés pour les élections de 2018, elle a le statut de commune rurale de moins de 80 000 électeurs et  compte 7 conseillers municipaux en 2019.